# Gaio Memmio Mordace
Gaio Memmio soprannominato Mordace (in latino Gaius Memmius Mordax; prima del 130 a.C. – Roma, 100 a.C.) è stato un politico romano, zio del Gaio Memmio cui è dedicato il De rerum natura di Lucrezio.

## Biografia
Gaio Memmio era un esponente della gens plebea Memmia, e fu eletto tribuno della plebe nel 111 a.C. anno in cui ebbe un ruolo determinante nella dichiarazione di guerra contro Giugurta, re della Numidia. In quell'anno accusò pubblicamente Lucio Calpurnio Bestia, Marco Emilio Scauro e un vasto gruppo di esponenti aristocratici del Senato di accettare tangenti da Giugurta, ottenendo il soprannome Mordax, "Mordace". Memmio chiese a Giugurta di venire a Roma con un salvacondotto affinché fosse interrogato al riguardo, ma, quando Giugurta giunse a Roma, il tribuno della plebe Gaio Bebio, probabilmente corrotto da Giugurta, pose il veto all'interrogatorio, annullando le investigazioni di Memmio.
In seguito, tra il 107 e il 102 a.C., (Broughton propone il 104 a.C.), ricoprì il ruolo di pretore, a seguito del quale ottenne il proconsolato della Macedonia intorno al 102 a.C.; al ritorno, Scauro lo accusò di estorsione, ma fu processato e prosciolto come innocente.
Nel 100 a.C. si candidò al consolato per l'anno successivo, con come rivali Marco Antonio Oratore, che avrebbe senza dubbio vinto per la grande popolarità di cui godeva, e Gaio Servilio Glaucia; quest'ultimo era tra i maggiori esponenti dei populares di Mario e aveva intenzione di diventare console, in alleanza con Saturnino. Quando era chiaro che Memmio avrebbe vinto assieme ad Antonio, Glaucia assoldò dei sicari che uccisero Memmio. Dal momento che Cicerone lo indica col termine consul designatus, si ipotizza che fosse risultato vincitore alle elezioni ed in seguito ucciso nel Foro. Dopo la morte di Memmio, il senato promulgò il senatus consultum ultimum, e Glaucia e Saturnino furono uccisi.
Sallustio lo descrive come un uomo "sempre fieramente ostile alla potenza dei nobili", che annunciava alla plebe di non sopportare i soprusi e le angherie dei nobili. Cicerone non aveva un'alta considerazione di lui. Alcuni ipotizzano che fosse stato ucciso perché passato alla fazione degli ottimati e come tale si candidasse al consolato, altri ritengono che Memmio si fosse semplicemente avvicinato all'ordine equestre.